# مليكة بن دودة
مليكة بن دودة هي أستاذة جامعية، وكاتبة صحفية ووزيرة جزائرية. خريجة جامعة وهران قسم الفلسفة، حاصلة على شهادة الدكتوراه في الفلسفة السياسية في جامعة وهران. و لها كتب منشورة منها : فلسفة السياسة عند حنا ارندت. كما تنتمي بن دودة إلى شبكة النساء الفلاسفة التابعة لمنظمة اليونيسكو العالمية.
قدمت برنامج فيلو تولك على قناة الجزائرية وان موسم 2018/2019 اين تتناقش مع مختصين حول مواضيع فلسفية وثقافية. ساندت الحراك الجزائري ووصفت عبد القادر بن صالح بأكثر الشخصيات السلبية والفاقدة لقوة المبادرة.
اختارها الرئيس عبد المجيد تبون كوزيرة للثقافة في 2 يناير 2020.